# Championnats de Belgique d'athlétisme 2016
Les Championnats de Belgique d'athlétisme 2016 toutes catégories se sont tenus les 25 et 26 juin au stade Roi Baudouin à Bruxelles.

## Résultats courses

### 100 m
| rang               | athlète         | temps   |
| ------------------ | --------------- | ------- |
| Médaille d'or      | Andreas Vranken | 10 s 63 |
| Médaille d'argent  | Raphael Kapenda | 10 s 71 |
| Médaille de bronze | Yannick Meyer   | 10 s 75 |

| rang               | athlète       | temps   |
| ------------------ | ------------- | ------- |
| Médaille d'or      | Olivia Borlée | 11 s 54 |
| Médaille d'argent  | Anne Zagré    | 11 s 71 |
| Médaille de bronze | Sarah Rutjens | 11 s 71 |

### 200 m
| rang               | athlète           | temps   |
| ------------------ | ----------------- | ------- |
| Médaille d'or      | Arnout Matthijs   | 21 s 24 |
| Médaille d'argent  | Raphael Kapenda   | 21 s 62 |
| Médaille de bronze | Christian Iguacel | 21 s 75 |

| rang               | athlète         | temps   |
| ------------------ | --------------- | ------- |
| Médaille d'or      | Olivia Borlée   | 23 s 02 |
| Médaille d'argent  | Cynthia Bolingo | 23 s 46 |
| Médaille de bronze | Manon Depuydt   | 23 s 77 |

### 400 m
| rang               | athlète            | temps   |
| ------------------ | ------------------ | ------- |
| Médaille d'or      | Julien Watrin      | 45 s 73 |
| Médaille d'argent  | Robin Vanderbemden | 45 s 98 |
| Médaille de bronze | Antoine Gillet     | 46 s 18 |

| rang               | athlète         | temps   |
| ------------------ | --------------- | ------- |
| Médaille d'or      | Justien Grillet | 54 s 03 |
| Médaille d'argent  | Rani Nagels     | 54 s 18 |
| Médaille de bronze | Ine Hugaerts    | 54 s 87 |

### 800 m
| rang               | athlète           | temps         |
| ------------------ | ----------------- | ------------- |
| Médaille d'or      | Aaron Botterman   | 1 min 50 s 68 |
| Médaille d'argent  | Viktor Benschop   | 1 min 51 s 07 |
| Médaille de bronze | Pieter-Jan Hannes | 1 min 51 s 18 |

| rang               | athlète            | temps         |
| ------------------ | ------------------ | ------------- |
| Médaille d'or      | Sofie Lauwers      | 2 min 11 s 49 |
| Médaille d'argent  | Jessie Raes        | 2 min 12 s 19 |
| Médaille de bronze | Yentl Vandenberghe | 2 min 12 s 76 |

### 1 500 m
| rang               | athlète        | temps         |
| ------------------ | -------------- | ------------- |
| Médaille d'or      | Pieter Claus   | 3 min 53 s 41 |
| Médaille d'argent  | Ali Hamdi      | 3 min 53 s 88 |
| Médaille de bronze | Ismael Debjani | 3 min 53 s 99 |

| rang               | athlète         | temps         |
| ------------------ | --------------- | ------------- |
| Médaille d'or      | Sofie Van Accom | 4 min 13 s 14 |
| Médaille d'argent  | Renée Eykens    | 4 min 18 s 53 |
| Médaille de bronze | Lisa Rooms      | 4 min 20 s 78 |

### 5 000 m
| rang               | athlète          | temps          |
| ------------------ | ---------------- | -------------- |
| Médaille d'or      | Koen Naert       | 14 min 5 s 27  |
| Médaille d'argent  | Lukas Van Assche | 14 min 15 s 75 |
| Médaille de bronze | Jeroen Hendrikx  | 14 min 18 s 89 |

| rang               | athlète        | temps          |
| ------------------ | -------------- | -------------- |
| Médaille d'or      | Barbara Maveau | 16 min 26 s 68 |
| Médaille d'argent  | Nina Lauwaert  | 16 min 46 s 99 |
| Médaille de bronze | Eva Galle      | 17 min 13 s 76 |

### 10 000 m
| rang               | athlète              | temps          |
| ------------------ | -------------------- | -------------- |
| Médaille d'or      | Abdelhadi El Hachimi | 29 min 11 s 51 |
| Médaille d'argent  | Nick Van Peborgh     | 29 min 54 s 18 |
| Médaille de bronze | Régis Thonon         | 29 min 55 s 88 |

| rang               | athlète           | temps          |
| ------------------ | ----------------- | -------------- |
| Médaille d'or      | Els Rens          | 35 min 53 s 79 |
| Médaille d'argent  | Eva Galle         | 36 min 56 s 54 |
| Médaille de bronze | Karen Van Proeyen | 37 min 48 s 73 |

## Résultats obstacles

### 110 m haies/100 m haies
| rang               | athlète            | temps   |
| ------------------ | ------------------ | ------- |
| Médaille d'or      | Damien Broothaerts | 13 s 68 |
| Médaille d'argent  | Denis Hanjoul      | 13 s 80 |
| Médaille de bronze | Dario De Borger    | 13 s 86 |

| rang               | athlète          | temps   |
| ------------------ | ---------------- | ------- |
| Médaille d'or      | Anne Zagré       | 12 s 93 |
| Médaille d'argent  | Nafissatou Thiam | 13 s 77 |
| Médaille de bronze | Dorien Van Diest | 13 s 78 |

### 400 m haies
| rang               | athlète     | temps   |
| ------------------ | ----------- | ------- |
| Médaille d'or      | Erik Heggen | 51 s 29 |
| Médaille d'argent  | Tim Rummens | 51 s 41 |
| Médaille de bronze | Dylan Owusu | 52 s 18 |

| rang               | athlète          | temps   |
| ------------------ | ---------------- | ------- |
| Médaille d'or      | Axelle Dauwens   | 55 s 68 |
| Médaille d'argent  | Nenah De Coninck | 56 s 27 |
| Médaille de bronze | Eva Duinslaeger  | 57 s 64 |

### 3 000 m steeple
| rang               | athlète            | temps        |
| ------------------ | ------------------ | ------------ |
| Médaille d'or      | Krijn Van Koolwijk | 9 min 0 s 37 |
| Médaille d'argent  | Steven Casteele    | 9 min 1 s 83 |
| Médaille de bronze | Kim Ruell          | 9 min 3 s 13 |

| rang               | athlète              | temps          |
| ------------------ | -------------------- | -------------- |
| Médaille d'or      | Jolien Van Hoorebeke | 11 min 7 s 19  |
| Médaille d'argent  | Elke Godden          | 11 min 12 s 22 |
| Médaille de bronze | Vasilia Gounakis     | 11 min 21 s 86 |

## Résultats sauts

### Saut en longueur
| rang               | athlète           | résultat |
| ------------------ | ----------------- | -------- |
| Médaille d'or      | Cedric Nolf       | 7,80 m   |
| Médaille d'argent  | Corentin Campener | 7,66 m   |
| Médaille de bronze | Jeroen Van Mulder | 7,30 m   |

| rang               | athlète        | résultat |
| ------------------ | -------------- | -------- |
| Médaille d'or      | Jolien Leemans | 6,32 m   |
| Médaille d'argent  | Hanne Maudens  | 6,31 m   |
| Médaille de bronze | Bo Brasseur    | 5,99 m   |

### Triple saut
| rang               | athlète           | résultat |
| ------------------ | ----------------- | -------- |
| Médaille d'or      | Leopold Kapata    | 15,21 m  |
| Médaille d'argent  | Frédéric Xhonneux | 14,75 m  |
| Médaille de bronze | Nicolas Thomas    | 14,69 m  |

| rang               | athlète       | résultat |
| ------------------ | ------------- | -------- |
| Médaille d'or      | Elsa Loureiro | 12,70 m  |
| Médaille d'argent  | Nele Mommen   | 12,05 m  |
| Médaille de bronze | Ine Mylle     | 12,03 m  |

### Saut en hauteur
| rang               | athlète           | résultat |
| ------------------ | ----------------- | -------- |
| Médaille d'or      | Bram Ghuys        | 2,21 m   |
| Médaille d'argent  | Fabiano Kalandula | 2,04 m   |
| Médaille de bronze | Thomas Parmentier | 2,04 m   |

| rang               | athlète           | résultat |
| ------------------ | ----------------- | -------- |
| Médaille d'or      | Hanne Van Hessche | 1,85 m   |
| Médaille d'argent  | Hannelore Desmet  | 1,74 m   |
| Médaille de bronze | Noor Vidts        | 1,74 m   |

### Saut à la perche
| rang               | athlète           | résultat |
| ------------------ | ----------------- | -------- |
| Médaille d'or      | Jorg Vanlierde    | 4,81 m   |
| Médaille d'argent  | Daan Elsen        | 4,81 m   |
| Médaille de bronze | Siemen Timmermans | 4,61 m   |

| rang               | athlète        | résultat |
| ------------------ | -------------- | -------- |
| Médaille d'or      | Fanny Smets    | 4,25 m   |
| Médaille d'argent  | Chloé Henry    | 4,25 m   |
| Médaille de bronze | Elien De Vocht | 4,20 m   |

## Résultats lancers

### Lancer du poids
| rang               | athlète             | distance |
| ------------------ | ------------------- | -------- |
| Médaille d'or      | Philip Milanov      | 16,69 m  |
| Médaille d'argent  | Jurgen Verbrugghe   | 16,31 m  |
| Médaille de bronze | Matthias Quintelier | 16,23 m  |

| rang               | athlète          | distance |
| ------------------ | ---------------- | -------- |
| Médaille d'or      | Jolien Boumkwo   | 16,54 m  |
| Médaille d'argent  | Sophie Verlinden | 13,29 m  |
| Médaille de bronze | Yoika De Pauw    | 12,97 m  |

### Lancer du disque
| rang               | athlète        | distance |
| ------------------ | -------------- | -------- |
| Médaille d'or      | Philip Milanov | 62,03 m  |
| Médaille d'argent  | Edwin Nys      | 50,05 m  |
| Médaille de bronze | Sem Bras       | 49,97 m  |

| rang               | athlète               | distance |
| ------------------ | --------------------- | -------- |
| Médaille d'or      | Anouska Hellebuyck    | 49,67 m  |
| Médaille d'argent  | Katelijne Lyssens     | 49,05 m  |
| Médaille de bronze | Vanessa Sterckendries | 44,64 m  |

### Lancer du javelot
| rang               | athlète           | distance |
| ------------------ | ----------------- | -------- |
| Médaille d'or      | Timothy Herman    | 72,10 m  |
| Médaille d'argent  | Jarne Duchateau   | 68,26 m  |
| Médaille de bronze | Vladimir Parfenov | 62,84 m  |

| rang               | athlète             | distance |
| ------------------ | ------------------- | -------- |
| Médaille d'or      | Melissa Dupré       | 53,13 m  |
| Médaille d'argent  | Kato Van Den Brulle | 52,93 m  |
| Médaille de bronze | Nafissatou Thiam    | 52,62 m  |

### Lancer du marteau
| rang               | athlète            | distance |
| ------------------ | ------------------ | -------- |
| Médaille d'or      | Walter De Wyngaert | 60,11 m  |
| Médaille d'argent  | Tim De Coster      | 59,07 m  |
| Médaille de bronze | Claudio Salvaggio  | 57,32 m  |

| rang               | athlète           | distance |
| ------------------ | ----------------- | -------- |
| Médaille d'or      | Jolien Boumkwo    | 67,30 m  |
| Médaille d'argent  | Ilke Lagrou       | 52,76 m  |
| Médaille de bronze | Patricia Blondeel | 52,50 m  |

## Sources
- Ligue belge francophone d'athlétisme
- Ligue belge flamande d'athlétisme